# Pulečný
Pulečný je obec, která se nachází v okrese Jablonec nad Nisou v Libereckém kraji. Žije zde 494 obyvatel.

## Historie
První písemná zmínka o obci pochází z roku 1543.

## Pamětihodnosti
- Sousoší Piety na východním konci vesnice
- Kříže
- Pulečný je koncovým zastavením Naučné stezky manželů Scheybalových.

## Části obce
- Pulečný
- Klíčnov
- Kopanina

## Fotogalerie

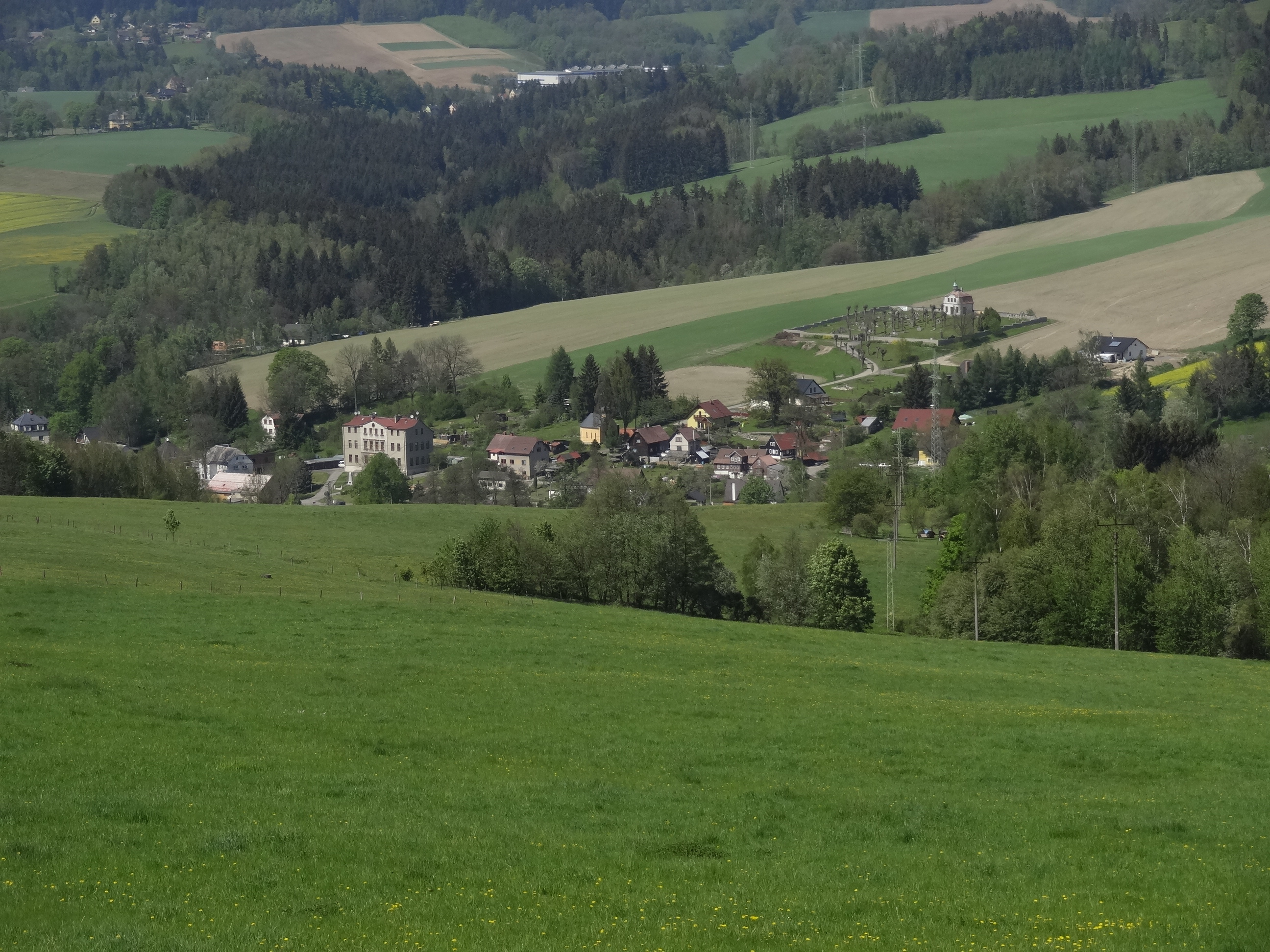
celkový pohled ze silnice Kopanina-Klíčnov
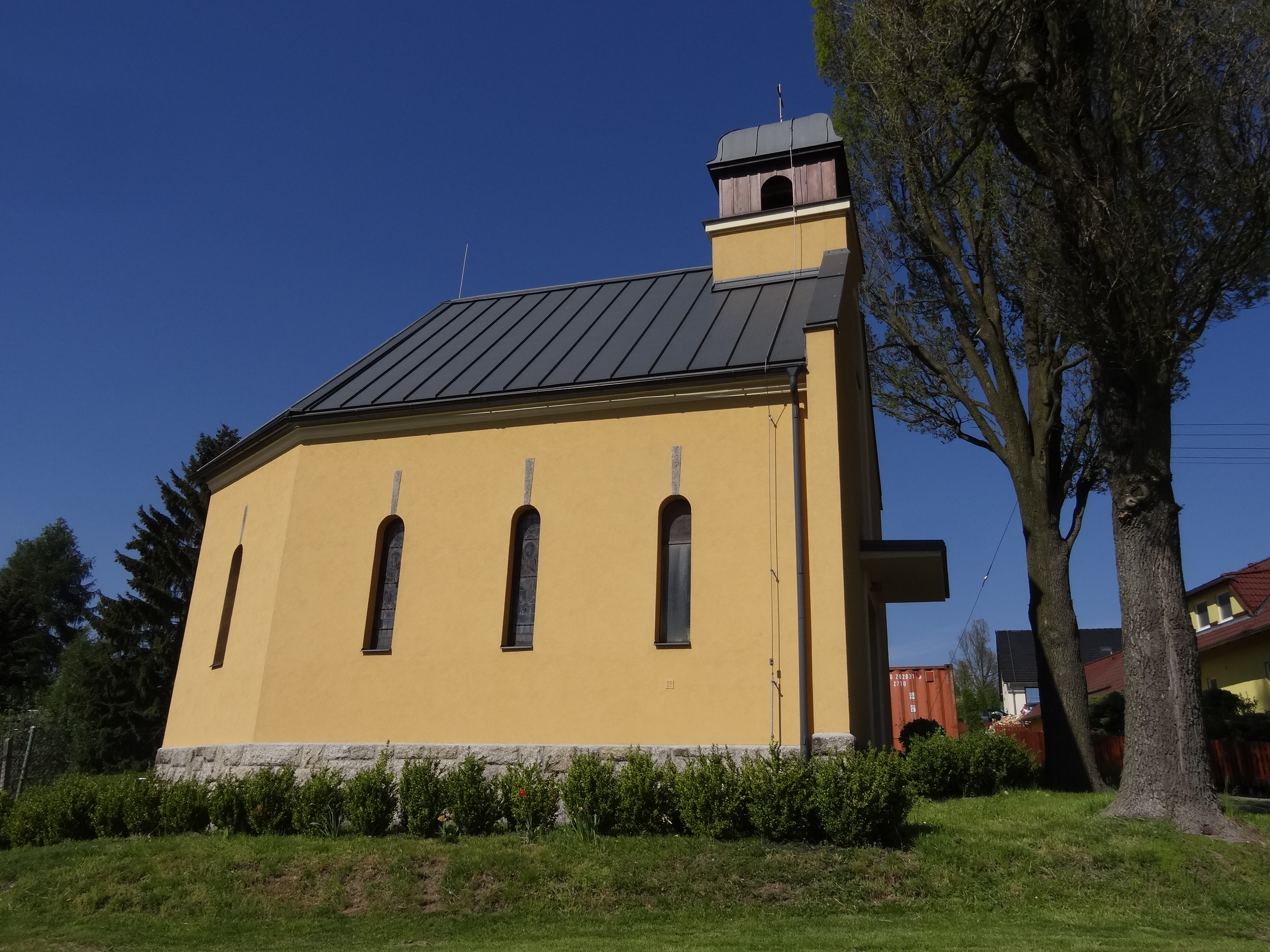
kaple
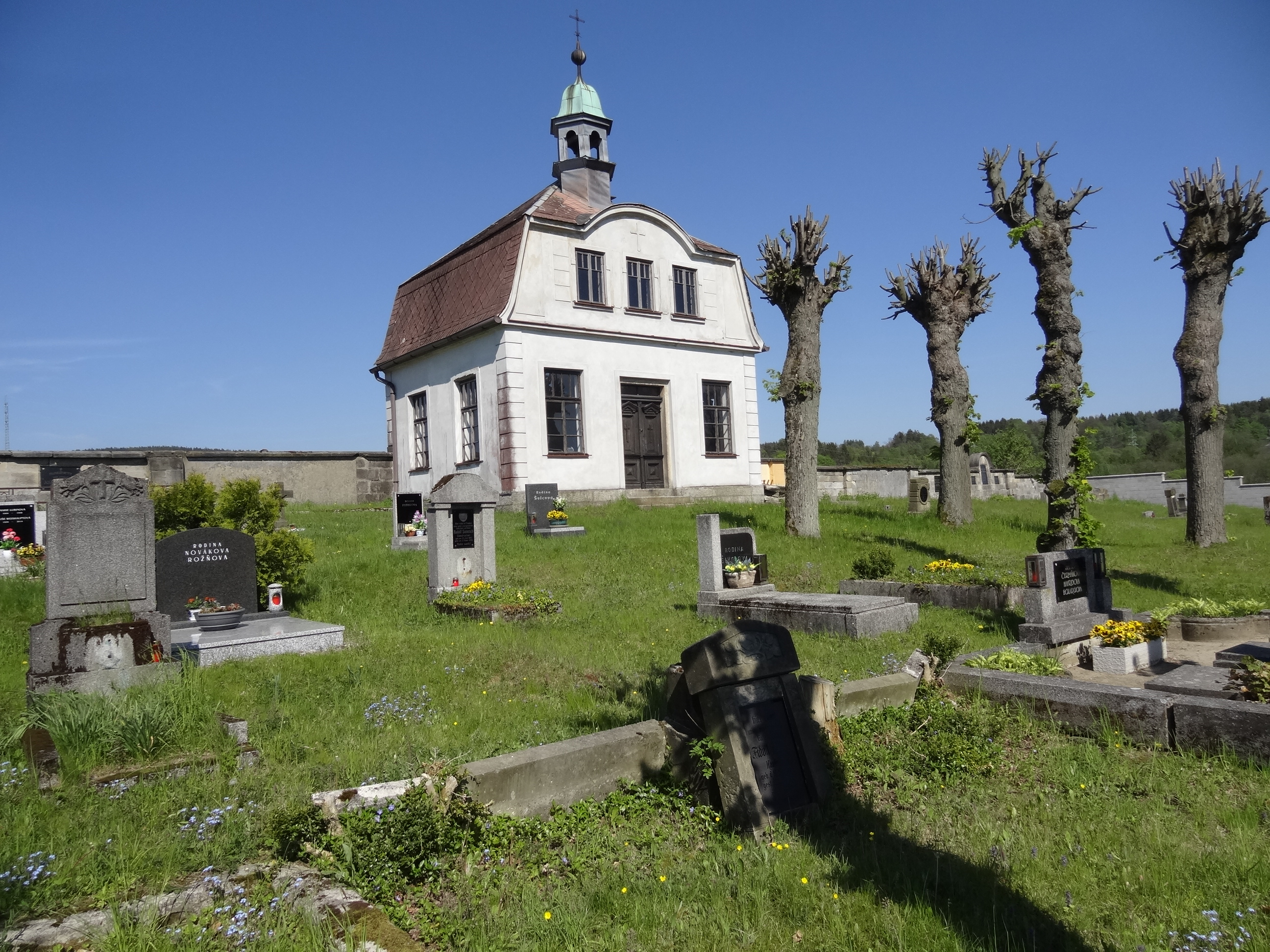
hřbitov
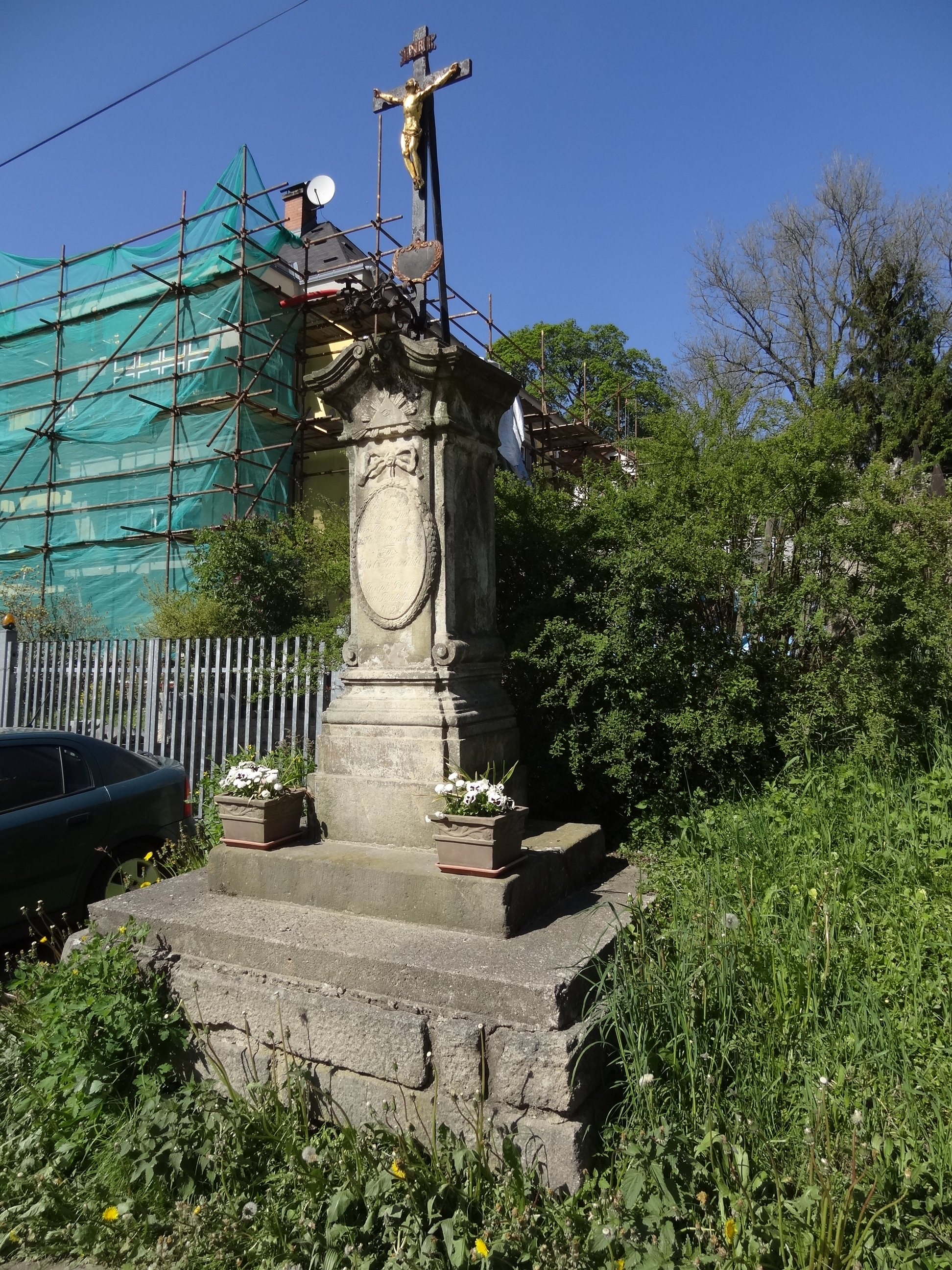
památkově chráněný kříž před domem čp. 23
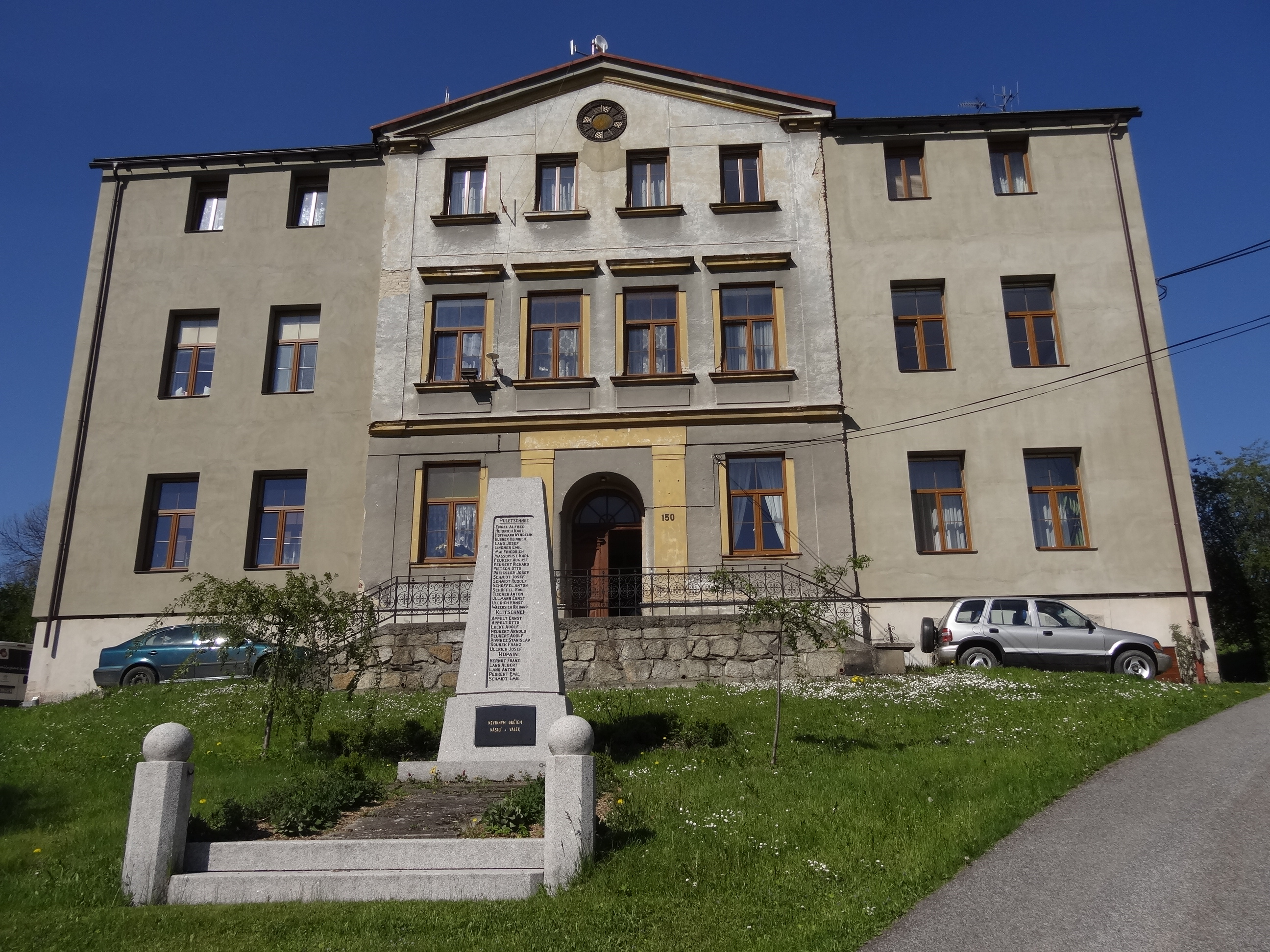
bývalá škola čp. 150, v popředí pomník padlým
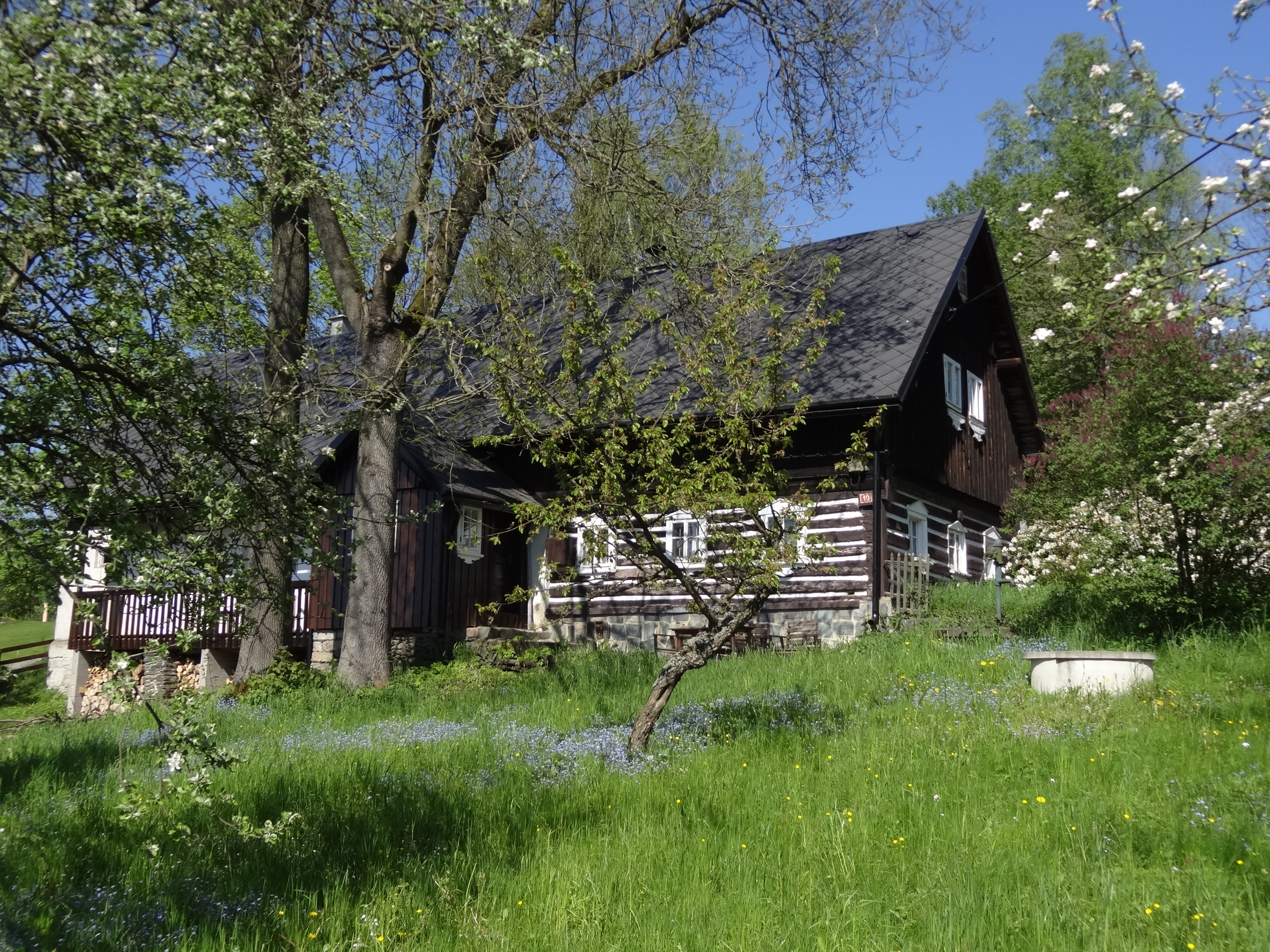
lidová architektura če. 197
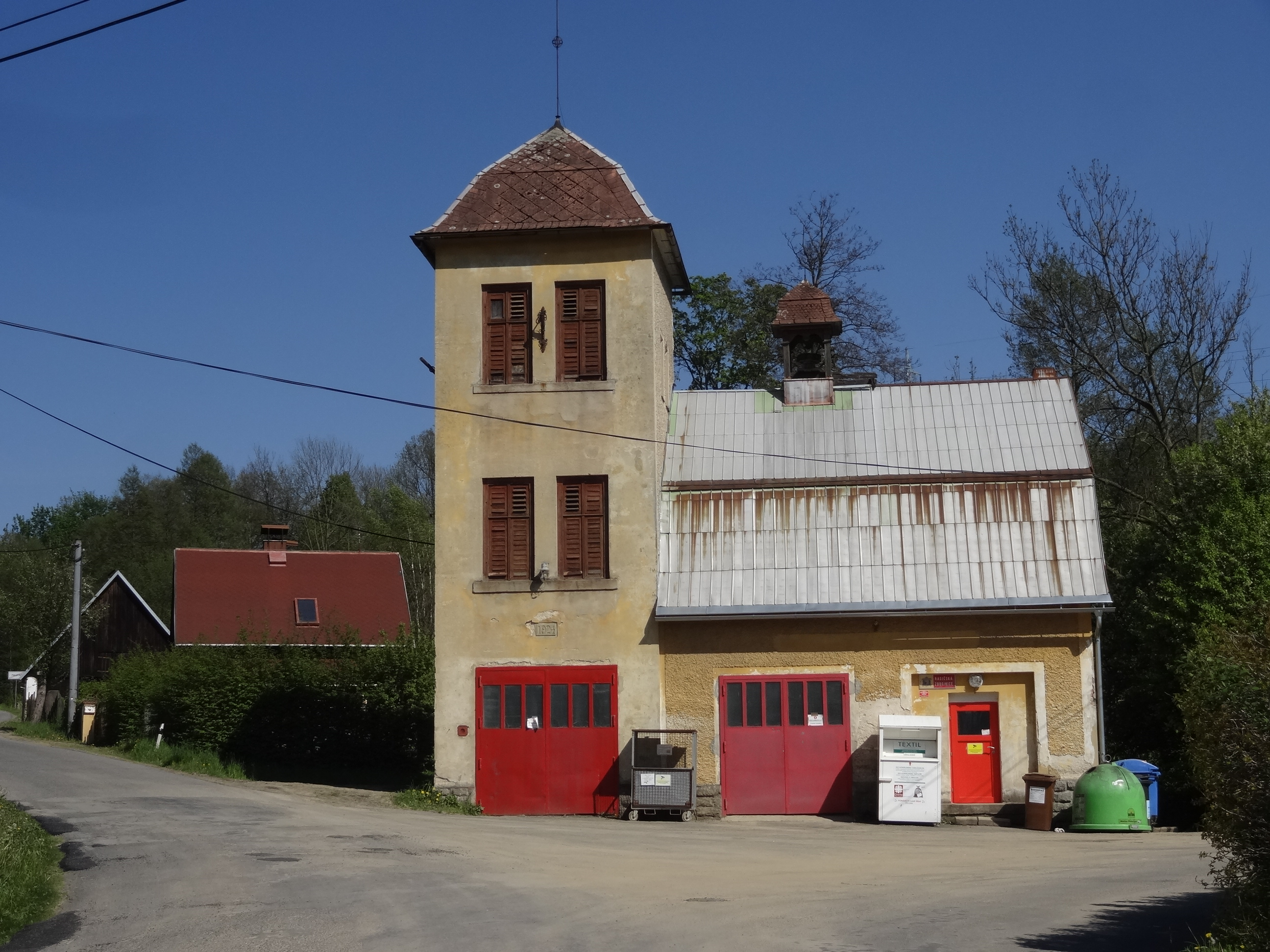
hasičská zbrojnice čp. 99
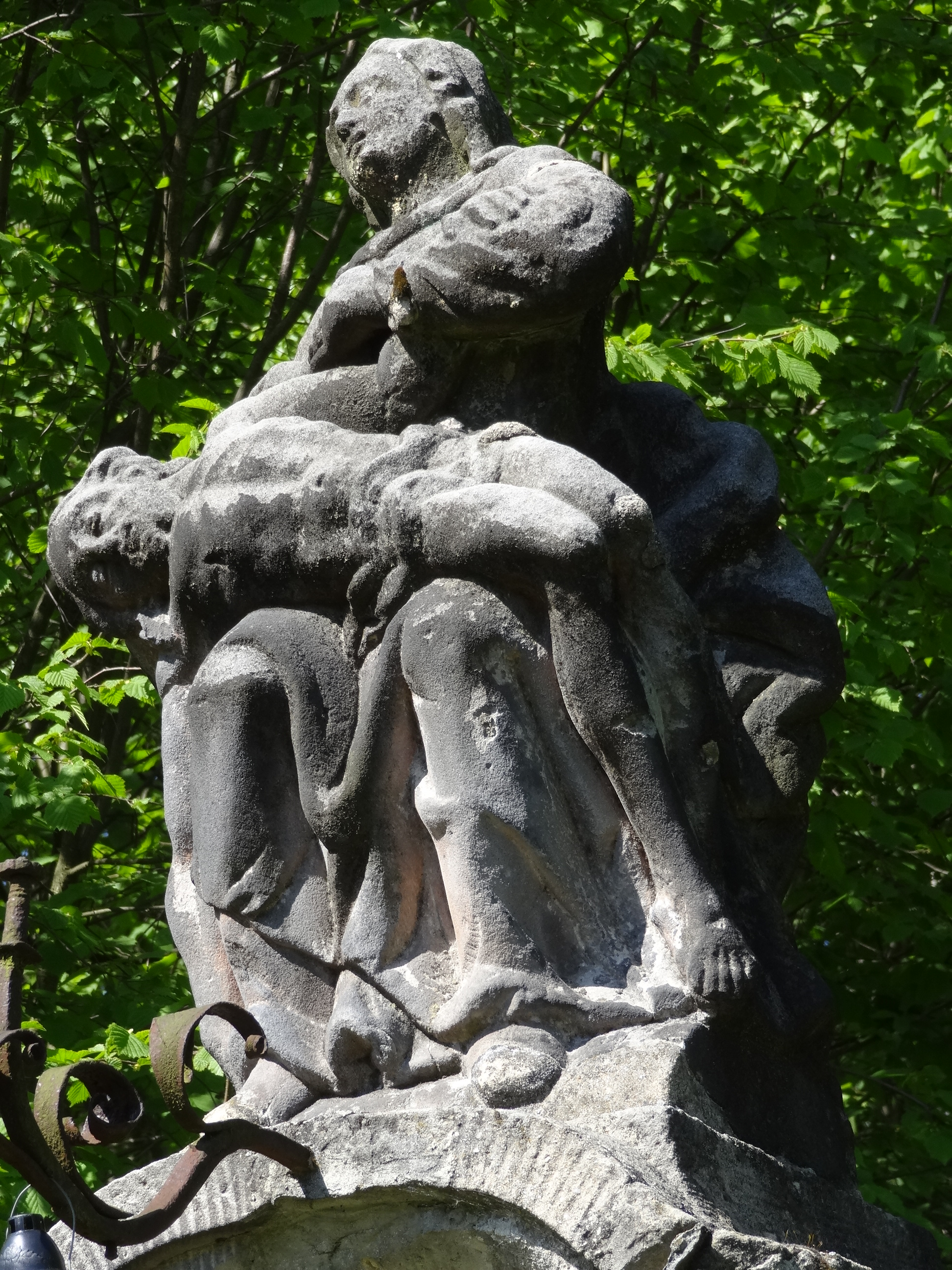
památkově chráněné sousoší Piety
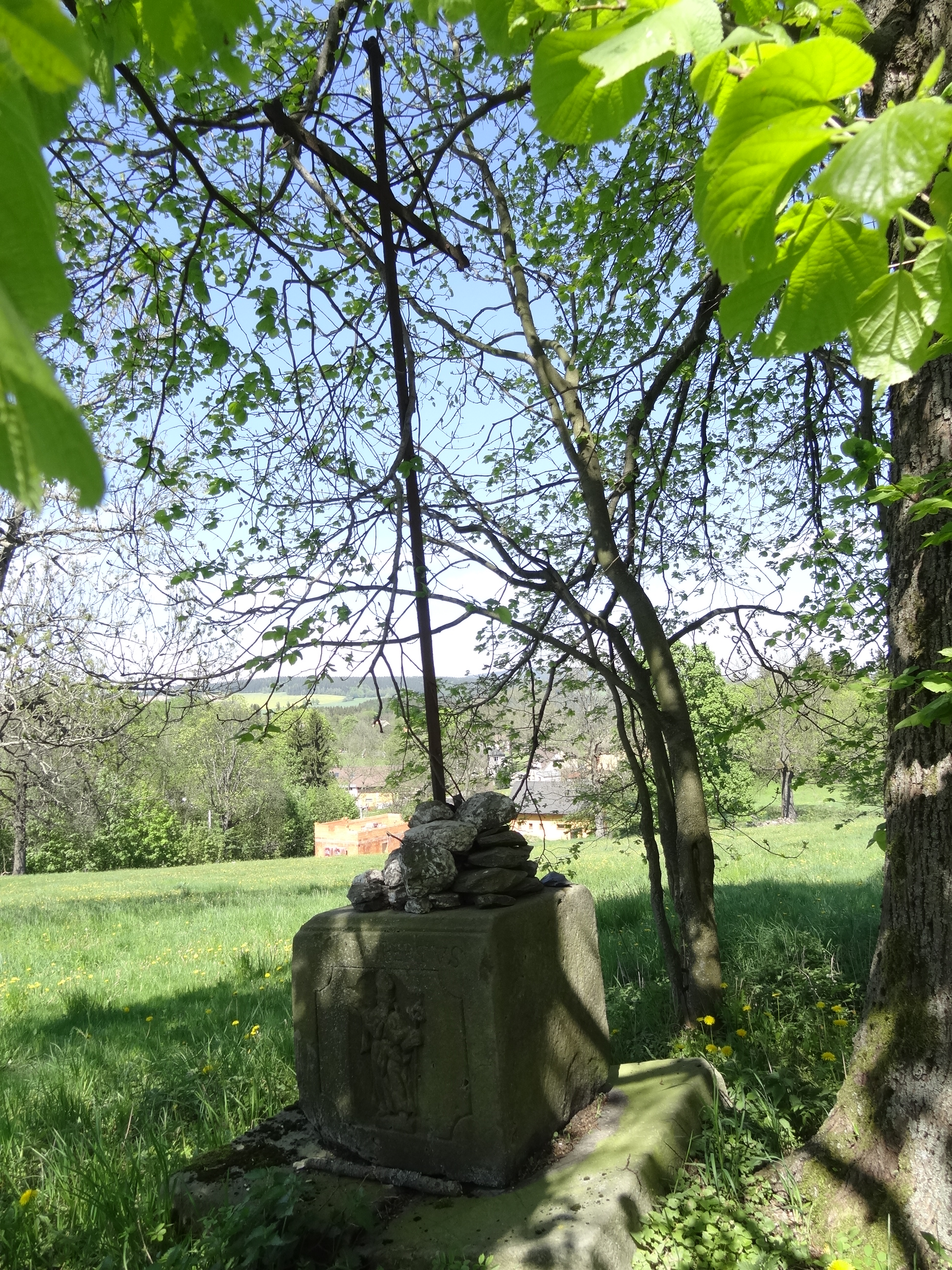
památkově chráněný kovaný kříž na Klíčnově